# Campoctonus politus
Campoctonus politus är en stekelart som beskrevs av Walley 1977. Campoctonus politus ingår i släktet Campoctonus och familjen brokparasitsteklar. Inga underarter finns listade.